# Idiastes
Idiastes is een geslacht van kevers uit de familie van de loopkevers (Carabidae). De wetenschappelijke naam van het geslacht is voor het eerst geldig gepubliceerd in 1931 door Andrewes.

## Soorten
Het geslacht Idiastes omvat de volgende soorten:
- Idiastes alaticollis Andrewes, 1931
- Idiastes costatus Andrewes, 1931